# Ochrana přírody
Ochrana přírody je multidisciplinární, poměrně mladý obor, který využívá základních poznatků z biologie a aplikuje je na možnosti a potřeby lidské společnosti. Obor se zaměřuje na ochranu přírodních zdrojů pro současné a budoucí generace.
Za první, byť nepřímou snahu o ochranu přírody lze označit zřizování obor pro divokou zvěř. V oborách, které byly zřizovány již od 13. století bohatými šlechtici, byl silně omezen režim vstupu a hospodaření, v některých případech (např. v okolí Netolic) byly dokonce při zakládání obory vystěhovány celé vesnice. Zvěř chovaná v oborách potřebovala, aby bylo zachován přirozené prostředí s vysokou biodiverzitou, a tak díky oborám zůstaly zachované velké relativně neporušené části přírody až do pozdního novověku (např. Křivoklátsko). V roce 1350 císař Karel IV. v návrhu zemského zákoníku Majestas Carolina zmiňuje mj. nutnost chránit lesy a lovnou zvěř.
Původní funkcí organizované ochrany přírody byla konzervace relativně nepoškozených částí přírody řešená formou striktního (přísného, jednoznačného, závazného) vyhlášení rezervace s vyloučením hospodaření a často i přístupu člověka. Na začátku 19. století se zrodila ochrana přírody jako snaha zabránit plošné exploataci (vytěžování) přírodních zdrojů.

## Mezinárodní úmluvy na ochranu přírody[2][3]
- Ramsarská úmluva na ochranu mokřadů
- Úmluva na ochranu světového kulturního a přírodního dědictví – Pařížská úmluva
- CITES – Úmluva o mezinárodním obchodu volně žijícími druhy živočichů a planě rostoucími druhy rostlin
- Úmluva o ochraně evropských planě rostoucích rostlin, volně žijících živočichů a přírodních stanovišť (Bernská úmluva) – na ochranu volně žijících druhů živočichů a planě rostoucích druhů rostlin, podklad pro mapování v programu Smaragd a posléze Natura 2000, pro vytváření červených seznamů
- Bonnská úmluva – o ochraně stěhovavých druhů volně žijících živočichů
- Úmluva o ochraně biodiverzity – Rio de Janeiro
- Dohoda o ochraně netopýrů v Evropě (Eurobats)
- Evropská úmluva o krajině
- Smlouva o Antarktidě
- Karpatská úmluva – rámcová úmluva o ochraně Karpat, schválená sedmi státy, do nichž Karpaty zasahují[4]
- Natura 2000 – není v pravém slova smyslu mezinárodní úmluva, ale soubor dvou směrnic Evropské unie: 409/EHS/79, o ochraně volně žijících ptáků, a 43/EHS/92, o ochraně přírodních stanovišť, volně žijících živočichů a planě rostoucích rostlin[5]
- Aarhuská úmluva – zahrnuje širší okruh témat souvisejících s ochranou přírody: životní prostředí, lidská práva, problémy s korupcí, přístup k informacím, účast veřejnosti. [6]

## Mezinárodní instituce na ochranu přírody
- WWF – nejstarší mezinárodní organizace World Wide Fund for Nature (Světový fond na ochranu přírody) se stará hlavně o druhovou ochranu.
- IUCN – Světový svaz ochrany přírody se stará zejména o územní ochranu.
- UNESCO – United Nations Educational, Scientific and Cultural Organization vytváří v souvislosti s Pařížskou úmluvou Seznamy světového dědictví; v souvislosti s programem MaB (Man and Biosphere – Člověk a biosféra; někdy psáno jako M&B) vyhlašuje biosférické rezervace.
- Federace Europarc – Evropská federace pro národní parky, též Federace přírodních a národních parků v Evropě – nevládní organizace usiluje o ochranu nejvýznamnějších evropských lokalit (angl. EUROPARC Federation).

Ochrana přírody také více začala záviset na iniciativě každého jednotlivce. Jednotlivci se sdružovali do nevládních organizací a podíleli se na výsadbě stromů, na záchranných programech na ochranu druhů. Začali také reagovat na projekty, které by mohly nějak ochranu přírody ohrozit (především nová výstavba). Viz též EIA.

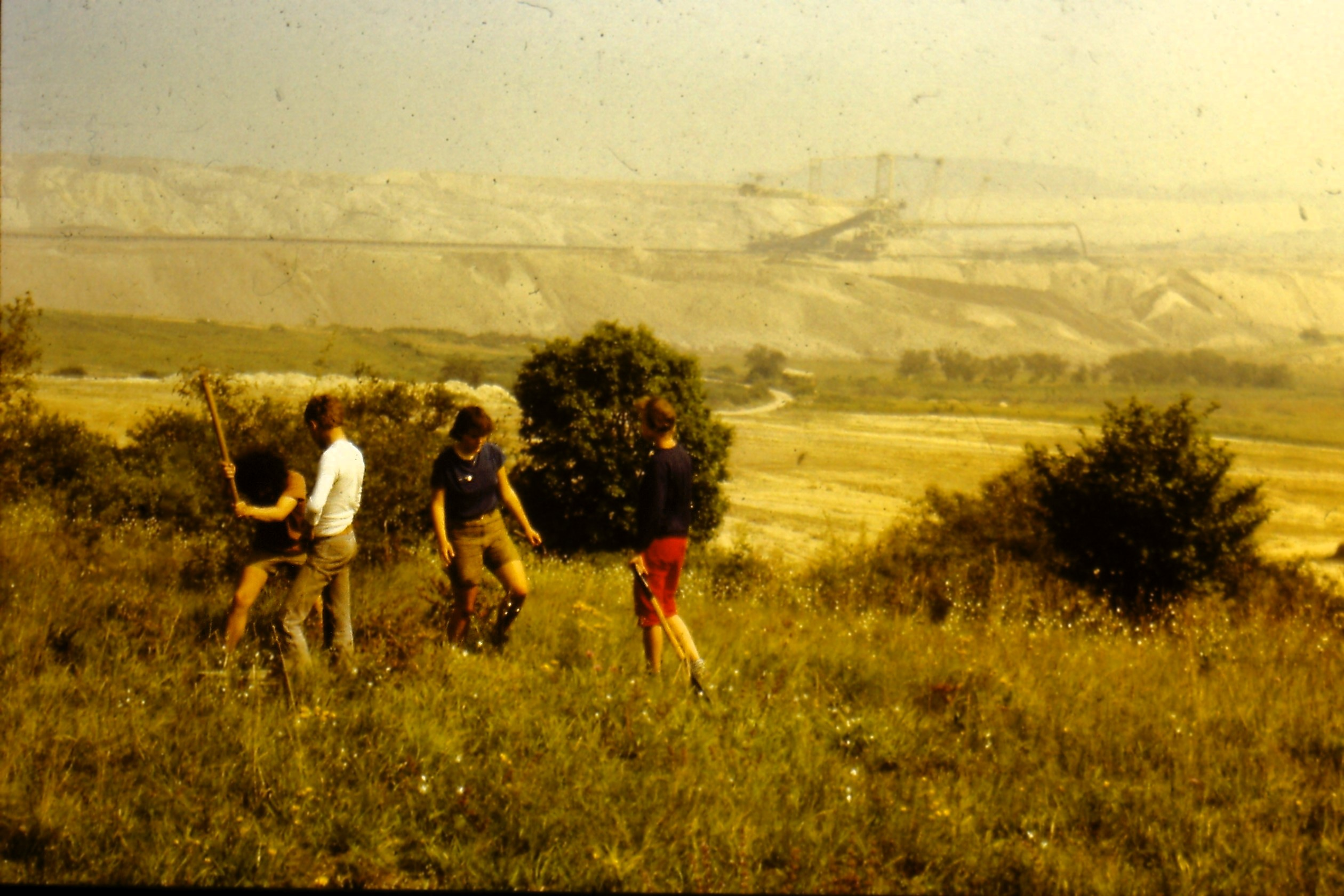
Stěhování rostlin z Běláku v roce 1986 během letního tábora Týmu Bořena

Změna nenastávala všude na světě naráz, v zemích s komunistickým režimem byla pomalejší, mj. proto, že zde nemohly legálně fungovat nevládní organizace. V ČSSR existoval již od r. 1958 Sbor ochrany přírody a krajiny Společnosti Národního muzea v Praze, ze kterého v roce 1969 vznikl TIS – svaz pro ochranu přírody a krajiny, po jeho zániku na konci 70. let existoval od roku 1979 Český svaz ochránců přírody a také Hnutí Brontosaurus, což byla organizace oficiálně spadající pod Socialistický svaz mládeže. Ani tyto organizace však nemohly fungovat bez napojení na komunistický režim. Nevládní organizace se musely omezit na stěhování ohrožené přírody mimo území likvidovaná velkými vodními díly (Nové Mlýny) anebo důlní činností (např. Radovesická výsypka). Koncem 80. se akce "Dno" zaměřila na záchranu ohrožených druhů rostlin, bledulí letních, ladoněk vídeňských, leknínů bělostných a dalších ze dna rozestavěné třetí novomlýnské nádrže pod Pálavou. Tým Bořena zase v severních Čechách přestěhoval z dosahu výsypky hnědouhelného dolu len žlutý, hvězdnici chlumní a další ohrožené druhy rostlin z likvidovaného chráněného naleziště Bělák.
Například v Polsku se silné snahy o preferenci konzervační ochrany před aktivní ochranou objevovaly ještě v 90. letech 20. stol.
Dalším účinným nástrojem ochrany přírody na mezinárodní úrovni je podpora celosvětového využívání dostupných technologií šetrných k životnímu prostředí.

## Současný stav ochrany přírody a východiska současné ochrany přírody
V současné době je ochrana přírody snahou o společenský konsenzus (tedy sjednocení pohledu různých subjektů, počínaje prostým občanem, přes samosprávy, podnikatelské subjekty až po státní a mezinárodní úroveň). Významnou složkou ochrany přírody je v současnosti ochrana klimatu kvůli globálnímu oteplování a klimatickým změnám.
Ochrana přírody odpovídá na otázky, co chránit, jak chránit a proč chránit. Jako odpověď na otázku, proč chránit, jsou v současné době obecně přijímány tři skupiny důvodů (zdroj od zdroje se formulace mírně liší, jde spíše o shodný duch):
- Estetické (rekreační): Přírodu je třeba chránit, protože je krásná a protože je to místo, kde se lidé mohou odreagovat od stresu, od civilizace.[12]
- Etické (teologické): Člověk jakožto správce přírody (chcete-li zástupce Boha), tvor obdařený schopnostmi přírodu vážně poškodit, by se měl spíše snažit o její ochranu.[13]
- Biologické (ekologické): Biodiverzitu v přírodě potřebujeme, neboť je nutná k ochraně funkcí krajiny či ekosystémů; již vyhubení jednoho klíčového druhu může představovat vážný problém. Dalším důvodem k ochraně druhů může být potenciální lékařské využití.

Neúměrně větší pozornost se věnuje větším živočichům, jejichž druhy také získávají větší podíl finanční pomoci.

## Ochrana přírody v Česku
Nejstarší rezervace v Česku – Žofínský prales – byla vyhlášena v roce 1838. Tato rezervace je zároveň často uváděna jako nejstarší v Evropě, někdy jsou ale zmiňovány i jiné, ještě starší rezervace, např. Brocken v pohoří Harz v Německu, zřízená údajně r. 1718 . V roce 1956 byl schválen první předpis na ochranu přírody, zákon 40/1956 Sb. o státní ochraně přírody.
Současná ochrana přírody v Česku se řídí zákonem 114/1992 Sb., o ochraně přírody a krajiny. Novela tohoto zákona (zákon 218/2004 Sb.) zavedla do právních předpisů České republiky ochranu v rámci soustavy NATURA 2000.

## Ochrana přírody v Německu
- Příloha 1 Spolkového nařízení o ochraně druhů – právní druhová ochrana v Německu

## Ochrana přírody v USA
Nejstarší národní park na světě je Yellowstonský národní park, vyhlášený r. 1872.

#### Periodika
- Ochrana přírody = Nature conservation = Naturschutz. Praha: Orbis, 1946–1975. ISSN 0029-8204.
- Památky a příroda: časopis státní památkové péče a ochrany přírody. Praha: Orbis, 1976–1991. ISSN 0139-9853.
- Ochrana přírody: časopis státní ochrany přírody: journal of the state nature conservancy. Praha: Environs, 1992–?. ISSN 1210-258X.
- Ochrana přírody. Praha: Agentura ochrany přírody a krajiny ČR ve spolupráci se Správou jeskyní ČR, [rok?–]. ISSN 1210-258X. Dostupné také z: http://www.casopis.ochranaprirody.cz/